# Sebacinsäuredimethylester
Sebacinsäuredimethylester ist eine chemische Verbindung aus der Gruppe der Dicarbonsäureester.

## Gewinnung und Darstellung
Sebacinsäuredimethylester kann durch die Veresterung von Sebacinsäure mit Methanol gewonnen werden.

## Eigenschaften
Die Verbindung ist ein weißer Feststoff, der praktisch unlöslich in Wasser ist.

## Verwendung
Sebacinsäuredimethylester wird in der Biosynthese von oligomeren Sebacaten als Schmieröle verwendet. Es ist auch ein geeignetes Ausgangsmaterial für die Cyclisierung von N-Succinylglycindimethylester und zur Herstellung von Polytetramethylensebacat. Es wird auch als Weichmacher eingesetzt.